# 제너시스 (기업)

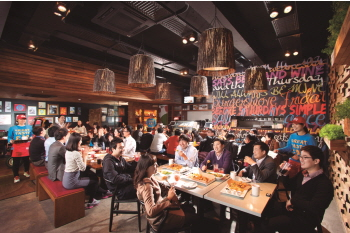
두로 BBQ 프리미엄카페

제너시스(GENESIS)는 대한민국의 외식 프랜차이즈 기업이다. 제너시스 BBQ는 BBQ(bbq 프리미엄카페, 올리브 Cafe, 치킨앤비어, 펀앤정) 닭익는마을ㆍ우쿠야ㆍ올떡ㆍ맘&팜ㆍ퇘랑ㆍ와타미, 소신 등 각 분야에서 국내를 대표하는 12개 프랜차이즈 브랜드를 탄생시켰다.
한편, 조류독감 파동으로 어려움을 겪은 BHC(별하나 치킨)를 2004년 8월 인수했으나 2013년 7월 사모펀드에 매각했다.

## 연혁
- 1995년 : 창립, 경기도 전곡에 BBQ 1호점 개업
- 1996년 : 100호점 오픈
- 1999년 : 1000호점 오픈
- 2005년 : 1800호점 오픈
- 2012년 : 전 브랜드 합계 국내 3800호점 기록

## 브랜드
- 제너시스 공식 홈페이지
- BBQ프리미엄카페
- 우쿠야
- 닭익는마을
- 닭익는마을 도리마루
- BBQ치킨&비어
- BBQ참숯바베큐 보관됨 2011-02-03 - 웨이백 머신
- BBQ올떡
- 맘앤팜[깨진 링크(과거 내용 찾기)]
- 와타미

## 비판
2010년 12월, 롯데마트에서 출범한 '통큰 치킨'이 가격 5천원으로 나와 소비자들의 큰 호응을 얻던 가운데 BBQ는 영세 상인들이 피해를 입을 수 있다며 반발하였다. 결국 통큰 치킨은 판매가 중단되었으나, 논란은 기존 치킨 업계에 대한 비판으로 이어졌다. 특히 시장을 선도하는 BBQ의 가격에 거품이 끼어있어 가격을 내려야 한다는 비판이 제기되고 있다. 한 마리 판매시마다 본사가 3천원을 챙긴다는 비판이 제기됐으며, 인터넷 여론조사에서는 1만 ~ 1만3천원 정도가 적당하다는 조사가 나오기도 했다.

## 관련기사
1. BBQ, 신개념 '프리미엄 카페'로 매출 극대화 머니투데이 2012년 5월 18일
2. 일자리 2만4000여개 만든 BBQ 한국경제 2012년 6월 6일

## 관련서적
- <<BBQ 원칙의 승리>> , 윤홍근 저, 중앙M&B, 2006, ISBN 898375995X